# Sipunculidea
Sipunculidea es un subclase de Sipuncula o gusanos cacahuete, invertebrados marinos.
Sus tentáculos forman un círculo alrededor de la boca a diferencia de las especies contenidas en Phascolosomatidea (la otra clase del filo) las cuales sólo presentan tentáculos encima de la boca.
La mayor parte de las especies viven en el sustrato del fondo marino, aunque algunas ocupan conchas vacías de gasterópodos.
Está compuesto por dos órdenes:
- Golfingiiformes
- Sipunculiformes